# Muhammad Ahmad ibn Abd Allah Al-Mahdi
Pour les articles homonymes, voir Al-Mahdi.
Muhammad Ahmad ibn Abd Allah Al-Mahdi (en arabe : محمد أحمد ابن عبد الله المهدي), né le 12 août 1844 à Dongola et mort le 22 juin 1885 à Khartoum, est un chef politique religieux musulman, fondateur d'un mouvement et d'un État théocratique sur le territoire du Soudan.

## Biographie
Mohammed Ahmed bin Abdullah bin Fahal est né le 12 août 1843 sur l'île de Labab, à Dongola , dans le nord du Soudan. Il est issu d'une famille religieuse notable de Nubie arabisée dont la lignée remonte au prophète de l'islam Mahomet à travers la lignée de son petit-fils Hassan. Alors que Mohammed Ahmed était encore enfant, sa famille s'installa dans la ville de Karari, au nord d'Omdurman. Là, son père, Ahmad bin Abdullah, réussit à trouver suffisamment de bois pour son travail de construction de bateaux, mais mourut peu de temps après leur arrivée. Après la mort de son père, ses frères Mohammed et Hamed, qui continuèrent à faire du commerce et à construire des bateaux, partirent vivre à Khartoum pendant une courte période, où leur mère, Zainab bint Nasr, mourut et fut enterrée.
Tandis que ses frères et sœurs rejoignaient le commerce de son père, Muhammad Ahmad montra une propension à l'étude religieuse. Il étudia d'abord sous la direction de Sheikh al-Amin al-Suwaylih dans la région de Gezira au sud de Khartoum , puis sous celle de Sheikh Muhammad al-Dikayr 'Abdallah Khujali près de la ville de Berber dans le nord du Soudan.
Déterminé à vivre une vie d'ascétisme, de mysticisme et de culte, il rechercha en 1861 le cheikh Muhammad Sharif Nur al-Dai'm, le petit-fils du fondateur de la secte soufie Samaniyya au Soudan. Muhammad Ahmad resta avec le cheikh Muhammad Sharif pendant sept ans, période durant laquelle il fut reconnu pour sa piété et son ascétisme. Vers la fin de cette période, il reçut le titre de cheikh et commença à voyager à travers le pays pour des missions religieuses. Il fut autorisé à donner la tariqa et l'Uhūd à de nouveaux adeptes.
En 1870, sa famille partit à nouveau à la recherche de bois et retourna sur l' île d'Aba. Là, Muhammad Ahmad construisit une mosquée et commença à enseigner le Coran. Il acquit bientôt une réputation notable parmi la population locale en tant qu'excellent orateur et mystique. L'orientation générale de son enseignement suivit celle d'autres réformateurs : son islam était consacré aux paroles de Mahomet et basé sur un retour aux vertus de dévotion stricte, de prière et de simplicité telles qu'elles sont énoncées dans le Coran. [ citation nécessaire ]
En 1872, Muhammad Ahmad invita Sheikh Sharif à s'installer à al-Aradayb, une région du Nil Blanc voisine de l'île d'Aba. Malgré des relations initialement amicales, les deux chefs religieux eurent en 1878 un différend motivé par le ressentiment de Sheikh Sharif face à la popularité croissante de son ancien élève. En conséquence, Sheikh Sharif expulsa son ancien élève de l'ordre Samaniyya et, malgré de nombreuses tentatives de réconciliation de Muhammad Ahmad, son mentor refusa de faire la paix.
Après avoir reconnu que la rupture avec Sheikh Sharif était irréconciliable, Muhammad Ahmad s'est rapproché d'un autre dirigeant respecté de l'ordre Samaniyya, Sheikh al-Qurashi wad al-Zayn. Muhammad Ahmad a repris sa vie de piété et de dévotion religieuse sur l'île d'Aba. Au cours de cette période, il s'est également rendu dans la province du Kordofan , à l'ouest de Khartoum, où il a rendu visite aux notables de la capitale, El-Obeid . Ils étaient empêtrés dans une lutte de pouvoir entre deux prétendants rivaux au poste de gouverneur de la province. [ citation nécessaire ]
Le 25 juillet 1878, le cheikh al-Qurashi décède et ses partisans reconnaissent Muhammad Ahmad comme leur nouveau chef. C'est à cette époque que Muhammad Ahmad rencontre pour la première fois Abdallahi bin Muhammad al-Ta'aishi, qui deviendra son principal adjoint et successeur dans les années à venir. [ citation nécessaire ]
Invoquant la mission divine de purifier l'islam, prétendant être le Mahdi annoncé par l'islam, le point culminant de son mouvement durant la guerre des mahdistes fut la prise de Khartoum le 26 janvier 1885 malgré la défense de Charles Gordon qui mourut après la chute de la ville. Il fonda un État théocratique au Soudan avec comme capitale Omdourman, où se trouve son tombeau.
L'État mahdiste survécut à son fondateur sous la direction de Abdallahi ibn Muhammad jusqu'à sa destruction en 1898 par l'armée britannique sous le commandement de Lord Horatio Herbert Kitchener.

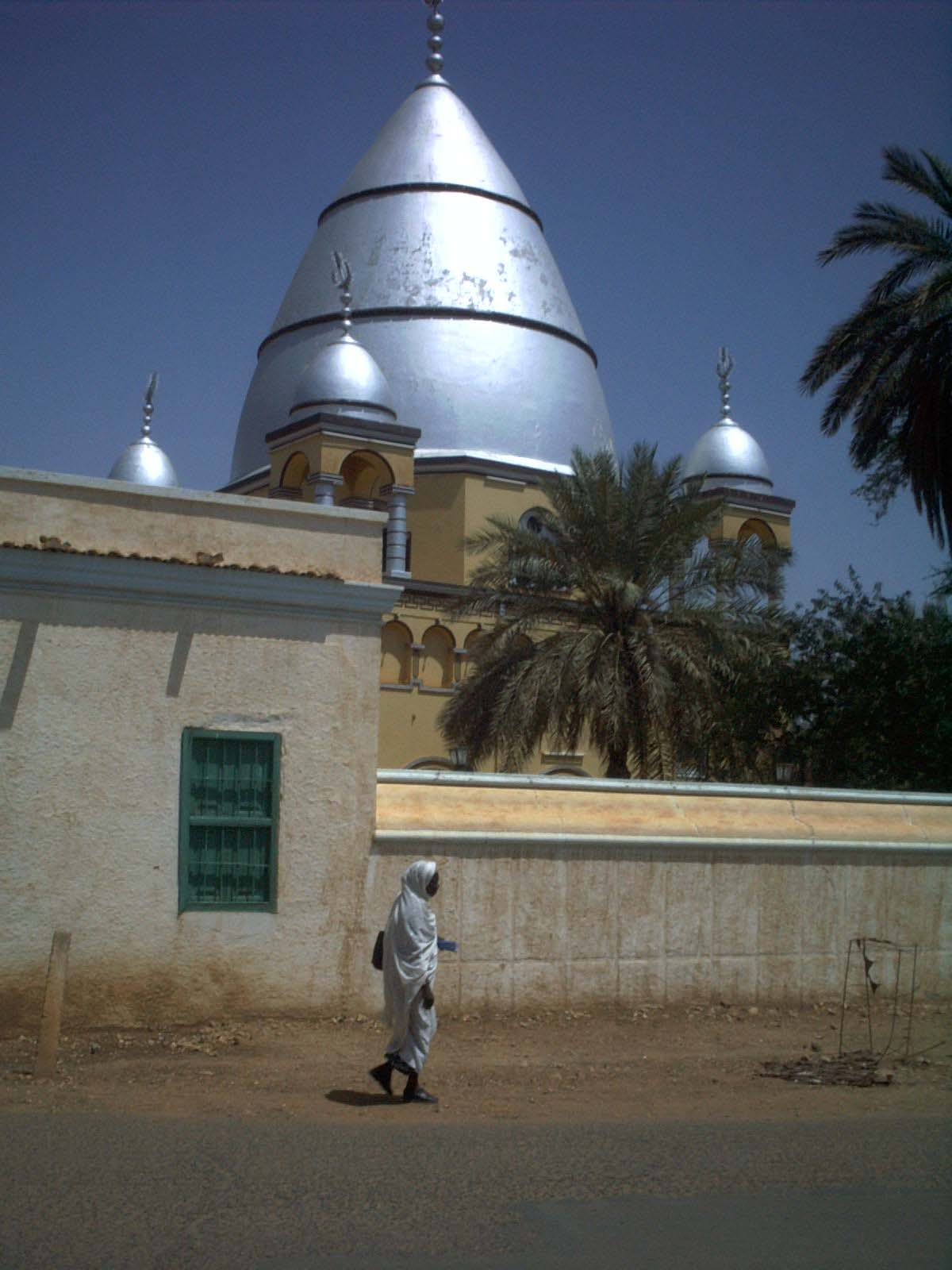
Tombeau du Mahdi à Omdourman

## Dans la culture
Le Mahdi apparait dans plusieurs œuvres littéraire. 
- Dans le roman Ibn el 'amm (1887) de l'écrivain allemand Karl May, le Mahdi explique la mort d'une personne en prière tuée par un lion.
- Im Lande des Mahdi (La trilogie du Mahdi, 1896) de Karl May, où Kara Ben Nemsi rencontre Muhammad Ahmad.
- Les Quatre Plumes blanches, un roman d'aventures de 1902 se déroule pendant l'expédition militaire britannique contre le Mahdi.
- Le Gouffre noir, un roman pour la jeunesse de Henryk Sienkiewicz (1912)
- Dans le film Khartoum de 1966, le Mahdi était joué par Laurence Olivier
- Dans le film Topsy-Turvy de 1999, les personnages discutent de la nouvelle de la destruction par le Mahdi de la garnison britannique à Khartoum.
- Le roman de Wilbur Smith The Triumph of the Sun (en) (2005) se déroule autour du siège de Khartoum dirigé par le Mahdi.
- Un épisode de 2007 du drame policier Waking the Dead présentait une tentative de localiser le crâne manquant du Mahdi, afin de désamorcer les tensions dues à la grève de la faim d'un homme politique mahdiste soudanais. L'épisode faisait également référence au film de 1966, en particulier à la représentation du Mahdi par Olivier.
- Le roman de 2008 After Omdurman de John Ferry traite de la reconquête du Soudan et de la destruction de l'armée du successeur du Mahdi, le Khalifa.
- Dans la sitcom britannique Dad's Army, le caporal suppléant Jones parle souvent de ses rencontres avec le Mahdi.
- Winston's Lost Night, un épisode de 2013 de Murdoch Mysteries , implique le meurtre d'un homme pour avoir profané la tombe du Mahdi . Le jeune Winston Churchill est d'abord soupçonné du meurtre. Il prononce un discours dénonçant la profanation.
- Dans le livre autobiographique de Rudolf Slatin "Fer et feu au Soudan, campagne de 1896. Tome 2" (Edition originale : 1898, Titre original : "Feuer und Schwert im Sudan") Rudolf Slatin relate ses actions au Soudan en tant que gouverneur du Darfour. Il est confronté à la rébellion menée par les Mahdistes et il décrit sa captivité de près de 12 ans auprès du Mahdi et du Calife.